# Cultura de Kongemose

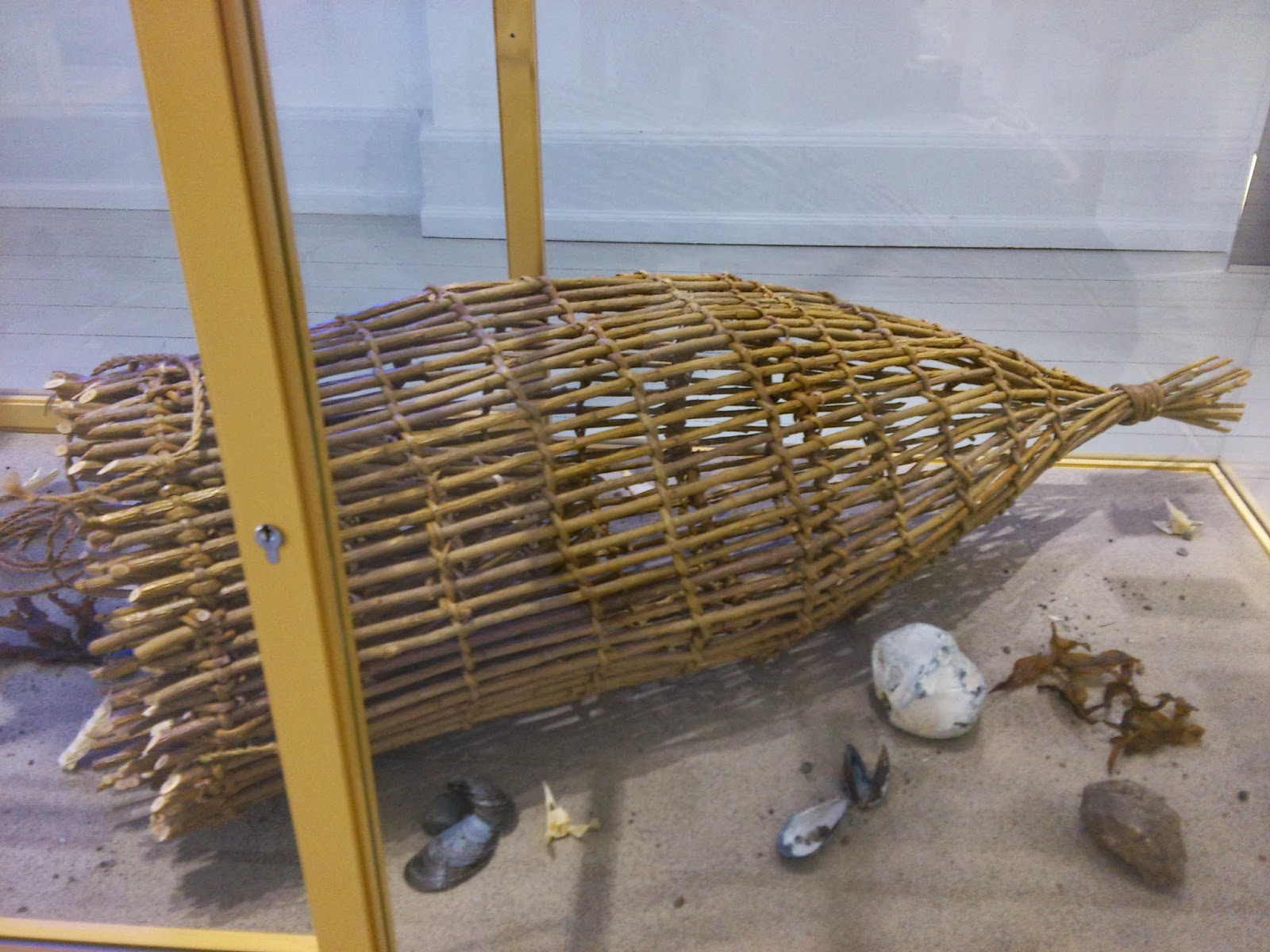
Fyke de la cultura Kongemose, alrededor del 5500 a. C.

La cultura de Kongemose (aprox. 6000 a. C.-5200 a. C.) fue una cultura mesolítica de cazadores-recolectores, del sur de Escandinavia, y es el origen de la  cultura de Ertebølle. Fue precedida por la cultura Maglemosiense. En el norte limitaba con las culturas de Nøstvet y Lihult.
Kongemose es el nombre de un lugar en el oeste de Zelanda, y en su forma típica se conoce hasta Dinamarca y Escania.
La economía se basaba en la caza de  ciervos,  corzos y jabalíes, complementada con la pesca en los asentamientos costeros.